# Microgale brevicaudata
Il tenrec toporagno a coda corta (Microgale brevicaudata) è una specie di tenrec endemica del Madagascar, dove abita le zone ricoperte di foresta, sia secche che pluviali.
Nonostante sia segnato dall'IUCN come "a basso rischio", recentemente la specie sta soffrendo molto per la perdita dell'habitat a causa del disboscamento.